# 岩田徳三郎
岩田 徳三郎（いわたとくさぶろう、1901年2月18日 - ?）は、日本の射撃競技（クレー射撃）選手。1956年メルボルンオリンピックにクレー・ピジョン（トラップ）種目で出場。クレー射撃でオリンピックに参加した最初の日本選手の一人。また、1954年アジア競技大会（マニラ）ではトラップ種目で銀メダルを獲得している。

## 経歴
法政大学卒業。17歳から狩猟をはじめたという。スポーツとしての射撃に魅せられたのは戦後といい、1952年（昭和27年）の国体でトラップ個人および団体で優勝。1953年（昭和28年）は公式戦においてはじめてスキートで100点満点を出した。1954年（昭和29年）のアジア競技大会（マニラ）ではトラップで銀メダル。1954年（昭和29年）、第36回世界射撃選手権大会（カラカス）に出場、トラップ個人16位。
1956年メルボルンオリンピック予選会ではトラップで197点（200点満点）の日本記録で予選を突破。クレー射撃でオリンピックに出場した初めての日本選手の一人である（オリンピック出場時の所属は川徳商店。もう一人は許斐氏利）。オリンピック本戦では155点（200点満点）で22位。風速10m以上という強風という悪コンディションであったが、金メダリストのガリアーノ・ロッシーニがまったく動揺せずに195点をたたき出したことに驚嘆するとともに格差を思い知らされ、悔しい思いをしたとのちに述べている。1957年、国際射撃連盟より世界射撃功労賞を受賞。
1989年の時点では、緑内障で左目の視力を失いながら、「現役最長老」（87歳）のシューターとして活動していた。